# Mordvinské jazyky
Mordvinské jazyky (rusky мордовские языки, "mordovskije jazyki") patří do finsko-volžské skupiny ugrofinských jazyků z uralské jazykové rodiny. Zahrnuje dva úzce příbuzné jazyky, erzju a mokšu. Vzhledem k rozdílům ve fonologii, slovní zásobě a gramatice si nejsou erzja a mokša navzájem srozumitelné, proto se při komunikaci mezi těmito jazykovými skupinami často používá ruština.
Oba jazyky mají svoji vlastní spisovnou formu. Erzjanský spisovný jazyk byl vytvořen v roce 1922 a mokšský v roce 1923.

## Charakteristika
Mordvinské jazyky si udržují mnoho charakteristik již od ugrofinského prajazyka.
Schází v nich předpony, místo předložek používají záložky (postpozice), přívlastek
jména stojí vždy před daným jménem. Přívlastky se také neshodují se jménem v pádě ani čísle.
Např. erzjansky:
- од кудо / od kudo – nový dům
- од кудот / od kudot – nové domy
- од кудосо / od kudoso – v novém domě

V mordvinských jazycích podléhají slova také vokálové harmonii.
Poslední průzkumy jazykovědců prokázaly komparativní metodou,
že mordvinské jazyky mají blíže k baltofinským jazykům než k
marijštině. Ze srovnání též vyplynulo, že si jsou mokša i erzja oproti předchozím tvrzením, založeným v sovětské politice divide et impera, srozumitelné zhruba v 90 procentech. Jde vlastně o dva jazyky či regiolekty jediného národa. Ukázkou této metody je např. srovnání číslovek od 1 do 10:
|    | marijština                | mokša              | erzja           | finština  |
| -- | ------------------------- | ------------------ | --------------- | --------- |
| 1  | ик(те) / ik(te)           | фкя / fkja         | вейке / vejke   | yksi      |
| 2  | кок(ыт) / kok(yt)         | кафта / kafta      | кавто / kavto   | kaksi     |
| 3  | кум(ыт) / kum(yt)         | колма / kolma      | колмо / kolmo   | kolme     |
| 4  | ныл(ыт) / nyl(yt)         | ниле / nile        | ниле / nile     | neljä     |
| 5  | вич (визыт) / vič (vizyt) | вете / vete        | вете /vete      | viisi     |
| 6  | куд(ыт) / kud(yt)         | кота / kota        | кото / koto     | kuusi     |
| 7  | шым(ыт) / šym(yt)         | сисем / sisem      | сисем / sisem   | seitsemän |
| 8  | кандаш(е) / kandam(e)     | кафкса / kafksa    | кавксо / kavkso | kahdeksan |
| 9  | индеш(е) / indem(e)       | вейхкса / vejchksa | вейксэ / vejkce | yhdeksän  |
| 10 | лу / lu                   | кемонь / kemon'    | кемень / kemen' | kymmenen  |

Vlivem ruského jazyka se v mordvinských jazycích objevily nové souhlásky
ф / f a х / ch.
Pro oba mordvinské jazyky je charakteristické dvojí skloňování podstatných jmen.
Vedle skloňování neurčitého existuje také tzv. skloňování určité neboli ukazovací, které plní funkci
určitého členu známého z jiných jazyků.